# Newton (Iowa)
Newton is een plaats (city) in de Amerikaanse staat Iowa, en valt bestuurlijk gezien onder Jasper County.
De Iowa Speedway bevindt zich in Newron. 

## Demografie
Bij de volkstelling in 2000 werd het aantal inwoners vastgesteld op 15.579.

## Geografie
Volgens het United States Census Bureau beslaat de plaats een oppervlakte van 26,6 km², geheel bestaande uit land. Newton ligt op ongeveer 290 m boven zeeniveau.

## Plaatsen in de nabije omgeving
De onderstaande figuur toont nabijgelegen plaatsen in een straal van 20 km rond Newton.